# BKG1型电力机车
BKG1型电力机车，又称БКГ1型电力机车，是白俄罗斯铁路的电力机车车型之一，由中国北车集团大同电力机车有限责任公司设计制造。
中国北车集团大同电力机车公司于2010年4月宣布获得了价值近7亿元人民币的合同，为白俄罗斯铁路提供12组双节八轴大功率交流传动电力机车。该型机车以中国铁路和谐2型电力机车技术平台为基础，采用庞巴迪牵引变流系统（由江苏常牵庞巴迪公司提供）、“MITRAC”微机控制系统和克诺尔制动系统（與神華集團用和諧電2型機車組合相同），牵引功率为9600千瓦，最高运行速度为120公里/小时。机车采购合同于2010年3月签订，由中国进出口银行为白俄罗斯银行提供贷款以支付机车采购费用。
首批2组BCG-1型电力机车已於2011年12月與神華集團機車一併下線，並于2012年4月底启程付运，同年5月初到达白俄罗斯。2013年8月，全部12组BCG-1型电力机车交付位于白俄罗斯西部布列斯特州巴拉诺维奇的白俄罗斯铁路巴拉诺维奇机务段投入商业运营。

## 备注与参考

### 备注
1. ↑  白俄罗斯语：，俄语：，机车车型代号在这两种语言的简称统为。在汉语中，BKG1型电力机车直译为白中货运1型电力机车或中白货运1型电力机车，也简称“中白一号”机车。